# Vrba (Kraljevo)

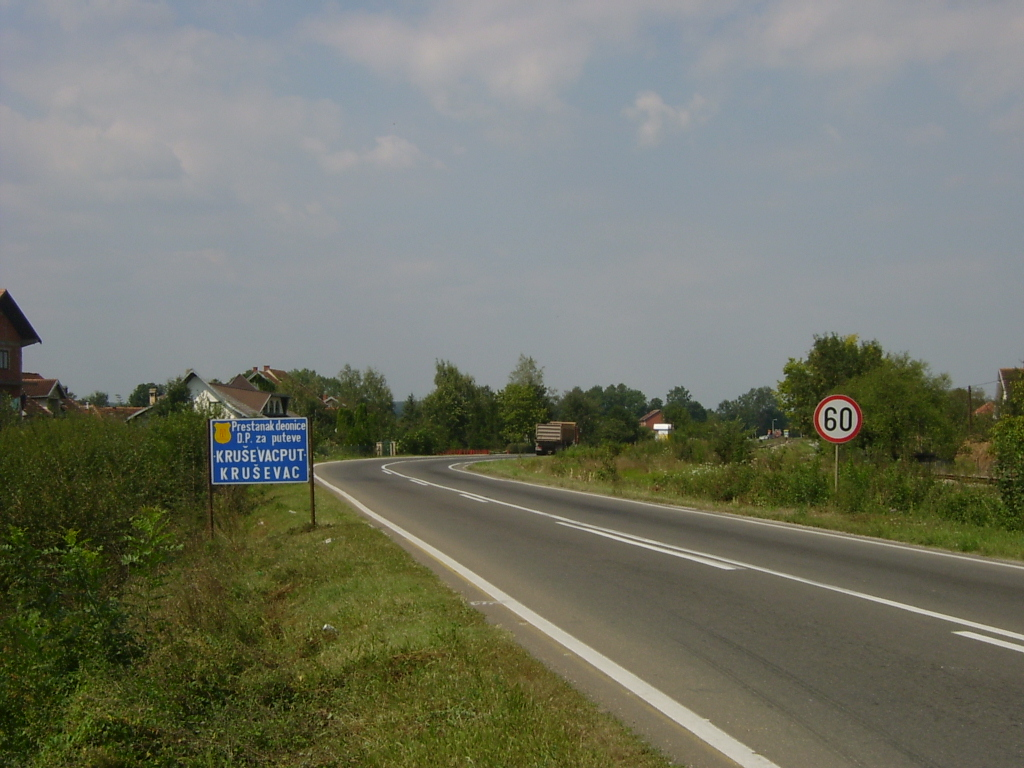
Einfahrt ins Dorf Vrba

Vrba (kyrillisch: Врба) ist ein Dorf in Serbien, dessen Name auf Deutsch Weide bedeutet.  Vrba liegt 170 km südlich von Belgrad, 9 km östlich der Stadt Kraljevo und rund 120 km westlich von Niš.

## Geographie und Bevölkerung
Das Dorf liegt in der Opština Kraljevo im Okrug Raška im westlichen Zentralserbien auf 178 Meter über dem Meeresspiegel. Vrba hatte bei der Volkszählung von 2011 1360 Einwohner, während es 2002 1286 Einwohner waren. Nach den letzten drei Bevölkerungsstatistiken steigt und fällt und steigt die Einwohnerzahl des Dorfes.
Die Bevölkerung von Vrba stellen zu 96 % Serbisch-orthodoxe Serben und eine Minderheit von 20, ebenfalls orthodoxen Montenegrinern, die 1,5 % der Bevölkerung stellen. Zudem leben jeweils ein Ukrainer und ein Slowene im Ort, die jeweils 0,7 % darstellen. 20 Einwohner gaben eine unbekannte Abstammung an, dass entspricht 1, 5 % der Bevölkerung von Vrba. Das Dorf besteht aus 412 Haushalten.
In der Nähe liegt der Fluss Zapadna Morava. Zudem gibt es im Dorf zwei Quellen von Bächen. Vrba ist eines der Dörfer, mit einer der jüngsten Bevölkerung in ganz Serbien. Seit dem Kosovokrieg 1999, bilden serbische Flüchtlinge aus dem Kosovo die Mehrheit der Einwohner. Diese hatten schon vor dem Krieg Häuser in Vrba erbaut und bezogen diese zu Beginn der Auseinandersetzungen im Kosovo.
Die Hauptstadt Montenegros, Podgorica ist rund 300 km südlich von Vrba gelegen.

### Demographie
| Jahr | Einwohnerzahl |
| ---- | ------------- |
| 1948 | 811           |
| 1953 | 858           |
| 1961 | 900           |
| 1971 | 1004          |
| 1981 | 1224          |
| 1991 | 1320          |
| 2002 | 1286          |
| 2011 | 1360          |

## Infrastruktur
Vrba ist eines der fortschrittlichsten Dörfer in der Region um Kraljevo. Vrba besitzt neben seiner eigenen Post eine der am besten ausgestatteten Dorfkliniken in der Opština Kraljevo, vor allem da die Gemeinde dies zur Verfügung stellt. Das Dorf besitzt eine eigene Wasserversorgung.
Vrba hat auch eine der am besten ausgerüsteten Grundschulen in Serbien, die Grundschule „Dositej Obradović “. Die Schule wurde mit Mitteln der Bürger von Vrba errichtet.
Im Dorf gibt es mehrere Vereine, zum Beispiel einige Sportvereine. Zudem verfügt Vrba über eine Diskothek, mehrere Cafés, einen kleinen Park mit einem Denkmal für die jugoslawischen Partisanen.

## Religion
Im Dorf Vrba stehen zwei Serbisch-Orthodoxe Kirchen, eine alte Holzkirche die der Überführung der Reliquien des Hl. Nikolaus geweiht ist und eine neuere steinerne Kirche die dem Hl. Sava von Serbien gewidmet ist.
Die Holzkirche gilt als ein hohes kulturelles Denkmal des Okrug Raška und ganz Serbiens. Die Kirche wurde im Volkstümlichen Stil in den 30er Jahren des 19. Jahrhunderts erbaut. Seit 1982 finden nur zum Kirchfest der Überführung der Reliquien des Hl. Nikolaus Gottesdienste in ihr statt.
Die Kirchen gehören zur Eparchie Žiča, der Serbisch-orthodoxen Kirche mit Sitz in Kraljevo.

## Geschichte
Vrba ist ein sehr altes Dorf. Nach der Legende bekam der Ort seinen Namen dank einer Weide, an der mehrere Boote zusammengebunden waren, die in der Morava schwammen. Als der Fluss sich zurückzog, gründete man an der Stelle das Dorf Vrba.  Heute liegt Vrba nahe am Ufer der Morava, die Vrba vom benachbarten Vitanovac trennt.

## Belege
- Књига 9, Становништво, упоредни преглед броја становника 1948, 1953, 1961, 1971, 1981, 1991, 2002, подаци по насељима, Републички завод за статистику, Београд, мај 2004, ISBN 86-84433-14-9
- Књига 1, Становништво, национална или етничка припадност, подаци по насељима, Републички завод за статистику, Београд, фебруар 2003, ISBN 86-84433-00-9
- Књига 2, Становништво, пол и старост, подаци по насељима, Републички завод за статистику, Београд, фебруар 2003, ISBN 86-84433-01-7
- Informationen über die Holzkirche von Vrba auf der Seite von RTS, (serbisch)